# Alfred Köhler (Fußballspieler)
Alfred Köhler (Lebensdaten unbekannt) war ein deutscher Fußballspieler.

## Karriere

### Vereine
Köhler gehörte dem VfB Leipzig als Stürmer an, für den er in den vom Verband Mitteldeutscher Ballspiel-Vereine organisierten Meisterschaften in der Saison 1926/27 im Gau Nordwestsachsen Punktspiele bestritt.
Als Meister mit zwei Punkten vor dem SV Fortuna Leipzig 02 aus diesem hervorgegangen, nahm er mit seiner Mannschaft folgerichtig an der im K.-o.-System mit weiteren 26 Gaumeistern ausgetragenen Endrunde um die Mitteldeutsche Meisterschaft teil. Über ein Freilos in der 1. Vorrunde und den Siegen in der  2. Zwischenrunde, in einem Ausscheidungsspiel und im Halbfinale rückte seine Mannschaft ins Finale vor, das am 1. Mai 1927 mit 4:0 gegen den Chemnitzer BC, dem Meister Gau Mittelsachsen, gewonnen wurde.
Durch den Erfolg bedingt, war er mit seiner Mannschaft auch als Teilnehmer an der Endrunde um die Deutsche Meisterschaft vertreten. Sein Debüt im Achtelfinale am 8. Mai 1927 krönte er beim 3:0-Sieg über den Breslauer FV 06 mit einem Tor, dem Treffer zum 2:0 in der 45. Minute. Mit demselben Ergebnis unterlag er vierzehn Tage später dem TSV 1860 München im Viertelfinale.

### Auswahlmannschaft
Als Spieler der Auswahlmannschaft des Verbandes Mitteldeutscher Ballspiel-Vereine nahm er am Wettbewerb um den Bundespokal, dem Pokalwettbewerb der Auswahlmannschaften der Regionalverbände, teil. Das am 6. März 1927 im Bahrenfelder Stadion in Altona angesetzte Finale gegen die Auswahlmannschaft des Norddeutschen Fußball-Verbandes entschied er mit dem Tor in der 87. Minute zum 1:0 zugunsten seiner Mannschaft.

## Erfolge
- Mitteldeutscher Meister 1927
- Meister Gau Nordwestsachsen 1927
- Bundespokal-Sieger 1927